# Даревский, Илья Сергеевич
Илья Сергеевич Даревский (18 декабря 1924, Киев — 8 августа 2009, Санкт-Петербург) — советский и российский биолог, герпетолог, член-корреспондент АН СССР (1987). Заслуженный деятель науки РСФСР. Участник Великой Отечественной войны.

## Биография
Родился 18 декабря 1924 года в Киеве. В документах военной поры национальность указана — поляк. Мать — София Израилевна Даревская (1898—?), работала машинисткой. Детские годы провёл в Ракитном, где отец работал на ликёро-водочном заводе. В начале 1930-х годов семья переехала в Киев, где отец вскоре умер (1934). Ещё будучи школьником, Даревский переписывался по вопросам герпетологии с заведующим герпетологическим отделом Зоологического института в Ленинграде С. А. Черновым. Как-то Чернов получил письмо такого содержания: «Уважаемый Сергей Александрович, пишет вам мать натуралиста Илюши… он забросил учёбу…». Илья Даревский буквально бредил ящерицами, змеями, черепахами, на одном плече у него была татуировка — черепаха, на другом — ящерица. Чернов написал школьнику письмо с увещеваниями. К 1941 году Даревский окончил 9 классов.
В начале войны поступил в ремесленное училище связи, которое готовило военных связистов. В 1942 году стал членом ВЛКСМ. Был призван в действующую армию в декабре 1942 года Барнаульским городским военкоматом (Барнаул). Боевой путь начал зимой 1943 под Смоленском. Был дважды ранен. Окончил войну командиром взвода связи в звании лейтенанта. 9 мая встретил в полевом госпитале в Кёнигсберге, где долечивался после осколочного ранения в ногу.
В 1953 году окончил кафедру зоологии позвоночных биолого-почвенного факультета Московского университета. Затем уехал работать в Армению, где поступил в аспирантуру Института зоологии АН Армении. В 1957 году защитил кандидатскую диссертацию на тему «Фауна пресмыкающихся Армении и её зоогеографический анализ». Остался работать младшим научным сотрудником в Институте зоологии Академии Наук Армянской ССР, был его учёным секретарем, заведовал сектором.
В 1962 году С. А. Чернов настоял, чтобы руководство Зоологического института в Ленинграде пригласило Даревского на работу в ЗИН с перспективой занять место зав. лабораторией орнитологии и герпетологии (на смену ему самому). Этот пост Даревский занимал с 1962 до 1994 года. В 1962—1976 годах — старший научный сотрудник ЗИН АН СССР, с 1995 главный научный сотрудник Зоологического института РАН (Санкт-Петербург).
- Доктор биологических наук (1967).
- Профессор (1978).
- С 1987 года — член-корреспондент АН СССР по отделению общей биологии, специализация «зоология».
- В 1989 году присвоено звание «Герпетолог года» (Анн-Арбор, США)[8].

В 1997 года испанский ученый Аррибас выделил скальных ящериц из рода Lacerta в отдельный род и назвал его в честь Ильи Сергеевича Darevskia.
Умер в 2009 году. Похоронен на Комаровском кладбище.

## Признание
Избран Президентом Герпетологического общества им. А. М. Никольского при РАН (С.-Петербург) в 1991—2006.
- Член Международного токсикологического общества (1966)
- Член Международной герпетологической лиги (1970)
- Член Европейского герпетологического общества (1980)
- Почетный иностранный член Американского общества ихтиологов и герпетологов (1973).
- Член Американского общества зоологов (1989).
- Профессор-исследователь Калифорнийского университета.
- Почётный член Герпетологического общества имени А. М. Никольского (2006)[10].

## Область научных интересов
Сравнительная зоология, общая герпетология, систематика, фаунистика, экология, морфология, вопросы видообразования, изменчивости земноводных и пресмыкающихся животных, их охрана и др.
Открыл явление партеногенеза у позвоночных животных. Специалист в области филогении и систематики пресмыкающихся и земноводных отечественной и зарубежной фауны.

## Семья
- Первая жена — Ирина Григорьевна Бей-Биенко (1932—1979), энтомолог, кандидат биологических наук, дочь энтомолога Григория Яковлевича Бей-Биенко.
  - Сын — Александр Ильич Даревский (род. 1959), выпускник восточного факультета Ленинградского государственного университета имени А. А. Жданова.
- Вторая жена (с 1983 года) — Верната Викторовна Гречко (1930—2021), молекулярный биолог, доктор биологических наук, профессор, ведущий научный сотрудник Института молекулярной биологии имени В. А. Энгельгардта.

## Адреса
- 1997 — Санкт-Петербург, Рашетова ул.,  д. 7, кв. 33[8].

## Труды
Автор около 300 научных работ и научного открытия (явление партеногенеза у позвоночных животных). Создатель Санкт-Петербургской герпетологической школы.
- Даревский И. С. 1953. О полезной роли живородящей ящерицы в связи с вопросом об оценке хозяйственного значения ящериц нашей фауны // Бюлл. МОИП, отд. биол., 58, 4: 21 — 31.
- Даревский И. С. 1957. Фауна пресмыкающихся Армении и её зоогеографический анализ. Автореф. дисс……канд.биол.наук. Ереван. 24 с.
- Даревский И. С. Скальные ящерицы Кавказа : Систематика, экология, филогения полиморфной группы кавказских скальных ящериц подрода Аrchаеolасеrtа. — Санкт-Петербург : Наука, 1967.
- Даревский И. С. 1988. Редкие и исчезающие животные: земноводные и пресмыкающиеся — М.: Высшая школа. — 463 с.
- Даревский И. С. 1993. Эволюция и экология партеногенетического размножения у пресмыкающихся // Современные проблемы теории эволюции. М., 1993. С.89—109.

- Даревский И. С. Даниелян Ф. Д. 2001. Естественная аллотриплоидия у некоторых видов скальных ящериц Кавказа и вероятное эволюционное значение этого феномена // Эволюция, экология, видообразование: Материалы конф.памяти Н. Н. Воронцова (1934—2000), 26-27 дек.2000 . — М . — 2001 . −131-133 .
- Чобану Д. Г. Гречко В. В., Даревский И. С. Молекулярная эволюция сателлитной ДНК CLsat ящериц рода Darevskia (Sauria:Lacertidae). // Генетика . 39,11 . — 2003 . — 1527—1541 .
- Даревский И. С. Evolution and ecology of partenogenesis in reptiles (Herpetology, 1992)
- Darevskij I. S., 1984. Lacerta caucasica Mehely 1909 — Kaukasische Felseidechse // Handbuch der Reptilien und Amphibien Europas, band 2/1 (hrsg. von W. Bohme). Wiesbaden: AULA-Verlag.225 — 238 s.
- Darevskij I. S., 1984. Lacerta saxicola Eversmann 1834 — Felseidechse // Handbuch der Reptilien und Amphibien Europas, band 2/1 (hrsg. von W. Bohme). Wiesbaden: AULA-Verlag.345 — 361 s.
- Darevskij I. S., 1984. Lacerta strigata Eichwald, 1831 — Kaspische Smaragdeidechse // Handbuch der Reptilien und Amphibien Europas, band 2/1 (hrsg. von W. Bohme). Wiesbaden: AULA-Verlag. 82 — 99 s.
- Darevsky I. S.,  Kupriyanova L. A. and Uzzell T. Parthenogenesis in reptiles // Biology of the Reptilia :  [англ.]. — New York, Chichester, Brisbane, Toronto and Singapore : John Wiley & Sons, 1985. — Vol. 15 : Development B. / Ed. C. Gans[англ.] & F. Billett. — P. 411—526. — 731 p.

## Названы в его честь
- Именем Даревского названы несколько видов земноводных и пресмыкающихся (например, гадюка Даревского (Vipera darevskii Vedmederja, Orlov & Tunyev, 1986)).
- Род настоящих ящериц — Скальные ящерицы — носит по-латыни его имя Darevskia.

## Открытые виды
Даревский описал 35 видов пресмыкающихся, в основном ящериц:
1. Ablepharus chernovi
2. Cyrtodactylus badenensis
3. Cyrtodactylus laevigatus
4. Cyrtodactylus markuscombaii
5. Cyrtodactylus martinstolli
6. Cyrtodactylus nigriocularis
7. Cyrtodactylus paradoxus
8. Darevskia adjarica
9. Darevskia alpina
10. Darevskia clarkorum
11. Darevskia daghestanica — дагестанская ящерица
12. Darevskia dahli
13. Darevskia dryada
14. Darevskia rostombekovi
15. Darevskia unisexualis
16. Darevskia uzzelli
17. Dibamus bogadeki
18. Dibamus greeri
19. Dibamus kondaoensis
20. Eremias andersoni
21. Eublepharis turcmenicus
22. Hemidactylus vietnamensis
23. Leiolepis boehmei
24. Leiolepis guentherpetersi
25. Lepidodactylus intermedius
26. Leptoseps tetradactylus
27. Lygosoma carinatum
28. Ophisaurus sokolovi
29. Opisthotropis daovantieni
30. Scincella rara
31. Scincella rufocaudatus
32. Sphenomorphus buenloicus
33. Sphenomorphus cryptotis
34. Sphenomorphus devorator
35. Vietnascincus rugosus